# 豊中市立第二中学校
豊中市立第二中学校（とよなかしりつ だいにちゅうがっこう）とは、大阪府豊中市宮山町二丁目にある公立中学校である。
豊中市で最初の中学校の1つとして、学制改革と同時の1947年4月に設置された。豊中市の北部を主な校区とする。
敷地は旧制豊中市立高等女学校の跡地に位置している。
地域の小学校・幼稚園との交流や、近隣にある大阪大学との連携での教育活動を行っていた。2021年(令和3年)現在での生徒数は527人である。
『にっちゅん』と呼ばれるキャラクターが存在する。

## 沿革
- 1947年4月1日 - 豊中市立第二中学校を設置。

開校当初の校区は、大池、蛍池、桜井谷、小曽根、豊南の5小学校校区。
- 1947年4月21日 - 開校式。
- 1948年 - 校区変更。当時の校区から、小曽根・豊南の両小学校校区を豊中市立第一中学校校区へ分離。
- 1948年4月23日 - 旧豊中市立高等女学校の校舎を転用し、現在地に移転。
- 1950年2月20日 - 公募により校歌制定。
- 1951年 - 校区変更。上野小学校校区の一部を当校校区へ編入。
- 1952年 - 校区変更。当時の校区から、蛍池小学校校区を豊中市立第五中学校校区へ分離。
- 1953年 - 桜井谷小学校校舎の火災に伴い、中学校教室の一部を同校の仮校舎として提供。
- 1973年4月1日 - 豊中市立第十一中学校を分離。上野小学校校区を第十一中学校校区へ変更。
- 1975年4月9日 - 養護学級開設。
- 1977年4月1日 - 豊中市立第十三中学校を分離。大池・刀根山[3]の両小学校校区を第十三中学校校区へ変更。
- 1978年4月1日 - 豊中市立第十四中学校を分離。野畑小学校[4]校区を第十四中学校校区へ変更。
- 1995年1月17日 - 阪神・淡路大震災で校舎被災。
- 1999年 - 制服の上着自由化を試行。
- 2020年 - 制服にズボンとスカートが選択できるようになる。

## 通学区域
- 豊中市立桜井谷小学校の校区の一部と、豊中市立桜井谷東小学校の通学区域の一部。
  - 豊中市立中学校通学区域一覧表を参照。

## 交通
- 柴原阪大前駅 北北東へ約1km。
- 阪急バス 桜井谷バス停 北西へ約400m。

## 出身者
- 土田早苗 - 女優。
- 火野正平 - 俳優。
- 三城礼 - 元宝塚歌劇団
- 真矢みき - 元宝塚歌劇団
- 鈴村健一 - 声優